# Waterkant (single)
Waterkant is een single van Marco Borsato. Het is afkomstig van zijn album Dromen durven delen, dat is uitgebracht op 19 november 2010.
Het lied over het benutten van nieuwe kansen werd vergezeld van een instrumentale versie als B-kant. Het was de zestiende keer dat Borsato een nummer 1-positie kreeg in de Single Top 100; tevens kwam dit lied op die positie binnen in die lijst op 30 oktober 2010.
Het plaatje viel voor het eerst te beluisteren bij Edwin Evers in Evers staat op op 13 oktober 2010, daarna ging het de andere zenders langs.

## Hitnoteringen

### Nederlandse Top 40
| Hitnotering: 30-10-2010 t/m 18-12-2010 | Hitnotering: 30-10-2010 t/m 18-12-2010 | Hitnotering: 30-10-2010 t/m 18-12-2010 | Hitnotering: 30-10-2010 t/m 18-12-2010 | Hitnotering: 30-10-2010 t/m 18-12-2010 | Hitnotering: 30-10-2010 t/m 18-12-2010 | Hitnotering: 30-10-2010 t/m 18-12-2010 | Hitnotering: 30-10-2010 t/m 18-12-2010 | Hitnotering: 30-10-2010 t/m 18-12-2010 | Hitnotering: 30-10-2010 t/m 18-12-2010 |
| Week:                                  | 1                                      | 2                                      | 3                                      | 4                                      | 5                                      | 6                                      | 7                                      | 8                                      |                                        |
| -------------------------------------- | -------------------------------------- | -------------------------------------- | -------------------------------------- | -------------------------------------- | -------------------------------------- | -------------------------------------- | -------------------------------------- | -------------------------------------- | -------------------------------------- |
| Positie:                               | 11                                     | 11                                     | 9                                      | 9                                      | 12                                     | 19                                     | 26                                     | 40                                     | uit                                    |

### Nederlandse Single Top 100
| Hitnotering: 30-10-2010 t/m 01-01-2011 | Hitnotering: 30-10-2010 t/m 01-01-2011 | Hitnotering: 30-10-2010 t/m 01-01-2011 | Hitnotering: 30-10-2010 t/m 01-01-2011 | Hitnotering: 30-10-2010 t/m 01-01-2011 | Hitnotering: 30-10-2010 t/m 01-01-2011 | Hitnotering: 30-10-2010 t/m 01-01-2011 | Hitnotering: 30-10-2010 t/m 01-01-2011 | Hitnotering: 30-10-2010 t/m 01-01-2011 | Hitnotering: 30-10-2010 t/m 01-01-2011 | Hitnotering: 30-10-2010 t/m 01-01-2011 | Hitnotering: 30-10-2010 t/m 01-01-2011 |
| Week:                                  | 1                                      | 2                                      | 3                                      | 4                                      | 5                                      | 6                                      | 7                                      | 8                                      | 9                                      | 10                                     |                                        |
| -------------------------------------- | -------------------------------------- | -------------------------------------- | -------------------------------------- | -------------------------------------- | -------------------------------------- | -------------------------------------- | -------------------------------------- | -------------------------------------- | -------------------------------------- | -------------------------------------- | -------------------------------------- |
| Positie:                               | 1                                      | 2                                      | 6                                      | 12                                     | 15                                     | 25                                     | 43                                     | 89                                     | 84                                     | 74                                     | uit                                    |

### VlaamseUltratop 50
| Hitnotering: 30-10-2010 | Hitnotering: 30-10-2010 | Hitnotering: 30-10-2010 |
| Week:                   | 1                       |                         |
| ----------------------- | ----------------------- | ----------------------- |
| Positie:                | 50                      | uit                     |

### VlaamseRadio 2 Top 30
| Hitnotering: 30-10-2010 t/m 26-03-2011 | Hitnotering: 30-10-2010 t/m 26-03-2011 | Hitnotering: 30-10-2010 t/m 26-03-2011 | Hitnotering: 30-10-2010 t/m 26-03-2011 | Hitnotering: 30-10-2010 t/m 26-03-2011 | Hitnotering: 30-10-2010 t/m 26-03-2011 | Hitnotering: 30-10-2010 t/m 26-03-2011 | Hitnotering: 30-10-2010 t/m 26-03-2011 | Hitnotering: 30-10-2010 t/m 26-03-2011 | Hitnotering: 30-10-2010 t/m 26-03-2011 | Hitnotering: 30-10-2010 t/m 26-03-2011 | Hitnotering: 30-10-2010 t/m 26-03-2011 | Hitnotering: 30-10-2010 t/m 26-03-2011 | Hitnotering: 30-10-2010 t/m 26-03-2011 | Hitnotering: 30-10-2010 t/m 26-03-2011 | Hitnotering: 30-10-2010 t/m 26-03-2011 | Hitnotering: 30-10-2010 t/m 26-03-2011 | Hitnotering: 30-10-2010 t/m 26-03-2011 | Hitnotering: 30-10-2010 t/m 26-03-2011 | Hitnotering: 30-10-2010 t/m 26-03-2011 | Hitnotering: 30-10-2010 t/m 26-03-2011 | Hitnotering: 30-10-2010 t/m 26-03-2011 | Hitnotering: 30-10-2010 t/m 26-03-2011 | Hitnotering: 30-10-2010 t/m 26-03-2011 |
| Week:                                  | 1                                      | 2                                      | 3                                      | 4                                      | 5                                      | 6                                      | 7                                      | 8                                      | 9                                      | 10                                     | 11                                     | 12                                     | 13                                     | 14                                     | 15                                     | 16                                     | 17                                     | 18                                     | 19                                     | 20                                     | 21                                     | 22                                     |                                        |
| -------------------------------------- | -------------------------------------- | -------------------------------------- | -------------------------------------- | -------------------------------------- | -------------------------------------- | -------------------------------------- | -------------------------------------- | -------------------------------------- | -------------------------------------- | -------------------------------------- | -------------------------------------- | -------------------------------------- | -------------------------------------- | -------------------------------------- | -------------------------------------- | -------------------------------------- | -------------------------------------- | -------------------------------------- | -------------------------------------- | -------------------------------------- | -------------------------------------- | -------------------------------------- | -------------------------------------- |
| Positie:                               | 26                                     | 25                                     | 22                                     | 19                                     | 13                                     | 8                                      | 7                                      | 6                                      | 5                                      | 4                                      | 3                                      | 2                                      | 3                                      | 3                                      | 4                                      | 5                                      | 7                                      | 10                                     | 12                                     | 15                                     | 20                                     | 27                                     | uit                                    |

### NPO Radio 2 Top 2000
Waterkant stond alleen in 2011 in de NPO Radio 2 Top 2000, op plek 1629.